# Babase
Babase ist die kleinere und nördliche Insel der Feni-Inseln im Pazifik, nördlich von Neuirland im Bismarck-Archipel, die zu Papua-Neuguinea, Provinz New Ireland gehören. Sie ist Teil der Tabar-Lihir-Tanga-Feni Inselkette.
Babase ist durch die nur 100 m breite Salat-Straße von ihrer Nachbarinsel Ambitle getrennt. Babase vorgelagert ist die kleine Nebeninsel Balum.
Babase ist ca. 23 km² groß und besteht aus einem pleistozänen 200 m hohen Stratovulkan und einem Lavadom, die durch einen schmalen Isthmus verbunden sind.
Auf der Insel befindet sich in der Nähe des Dorfes Kamgot ein bedeutender archäologischer Fundplatz der Lapita-Kultur.	

## Weblinks

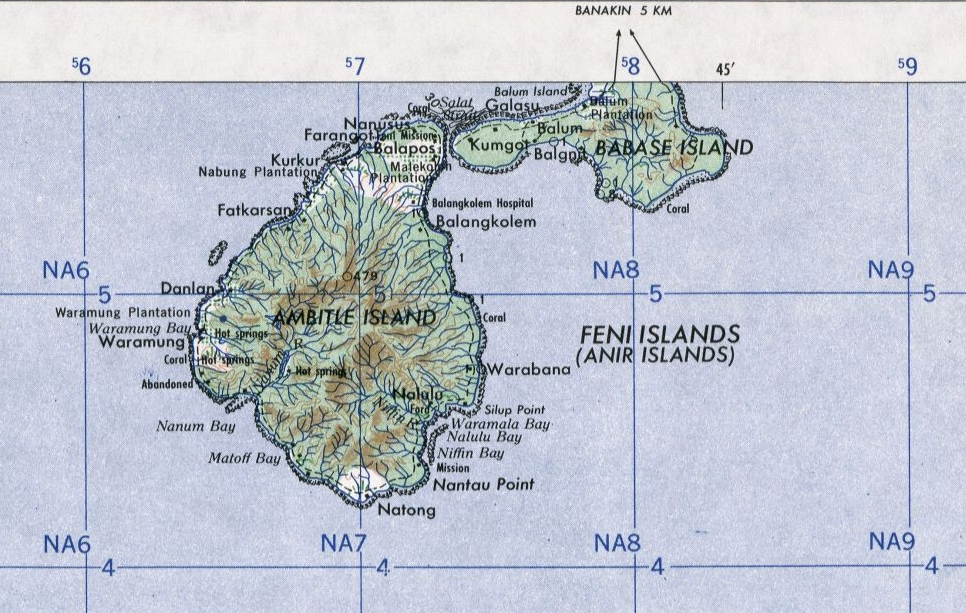
Topographische Karte der Feni-Inseln